# 修铜县
修铜县，中国旧县名。
湘鄂赣苏区设。1933年由江西省修水、铜鼓两县析置。以两县首字为名。1934年撤销，仍归各县。